# Luisana Lopilato

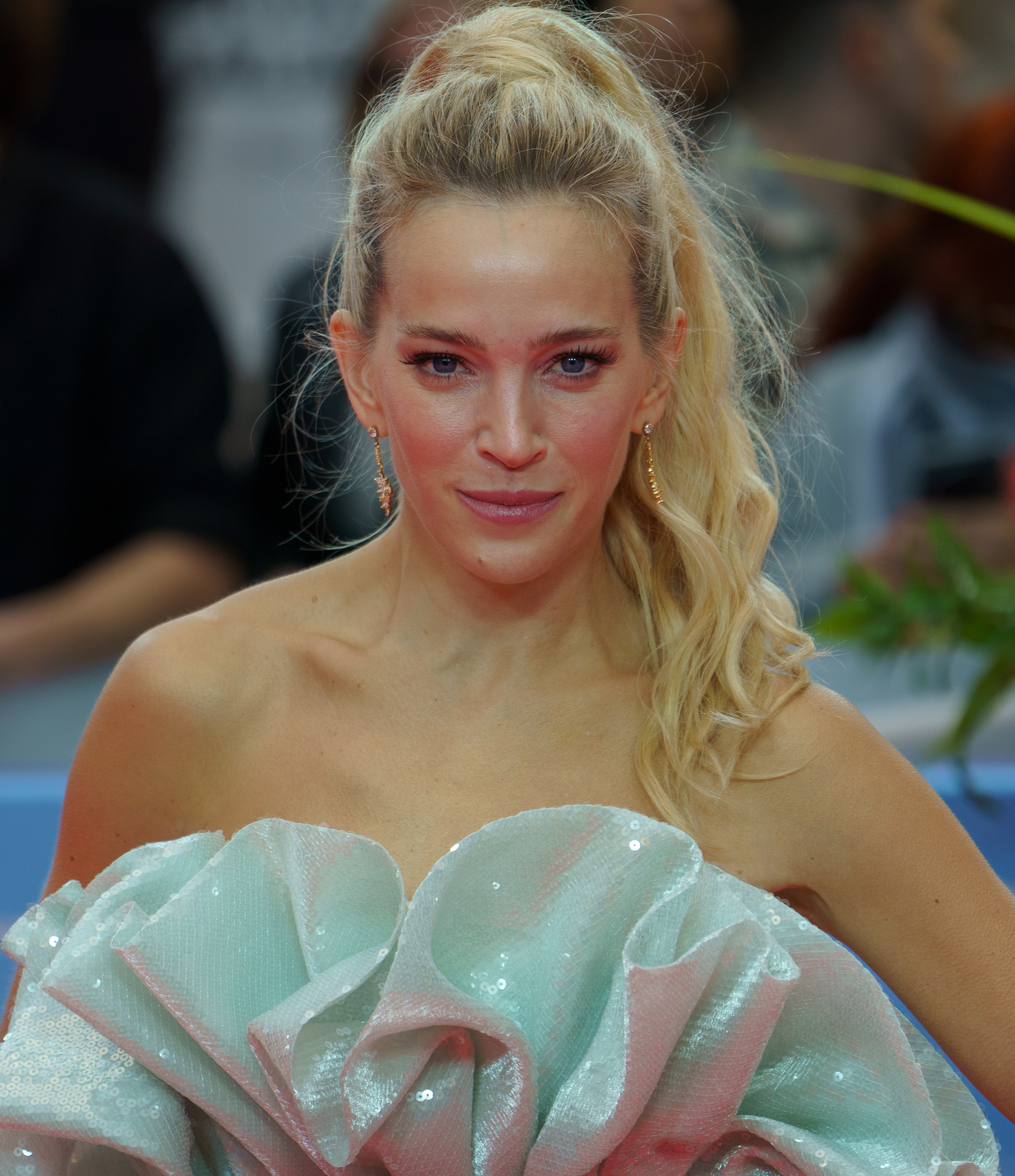
Luisana Lopilato, 2025

Luisana Loreley Lopilato (* 18. Mai 1987 in Buenos Aires) ist eine argentinische Schauspielerin, Sängerin und Model.
In der Rolle der Luisana Maza in der Telenovela „Chiquititas“ gab sie 1999 ihr TV-Debüt und wurde in vielen lateinamerikanischen Ländern bekannt. Ab 2002 spielte Luisana in der Serie Rebelde Way und im TV-Film Erreway: 4 caminos (2004) die Rolle der Mia Colucci. Mit der Band Erreway veröffentlichte sie als Sängerin bisher 4 Alben.

## Leben
Luisana ist die dritte Tochter von Eduardo und Betty Lopilato. Ihr einziger Bruder ist der Schauspieler Darío Lopilato. Ihre Schwester Daniela half Luisana dabei, ihre ersten Liedtexte zu schreiben, die sie zusammen mit Felipe Colombo für die Serien Chiquititas und Rebelde Way veröffentlichten. Die beiden waren sogar ein Paar. Jedoch konnte aus dieser Beziehung nichts werden, da sie zu dieser Zeit erst 16 Jahre alt war. Felipe und Luisana trennten sich auf freundschaftlicher Basis. Später lernte sie den Schauspieler Mariano Martínez während der Dreharbeiten zur Serie Alma Pirata kennen, wo auch ihr ehemaliger Bandkollege Benjamín Rojas mitspielte, und sie wurden ebenfalls ein Paar. Jedoch trennten sich die beiden im Dezember 2006 voneinander. Luisanas großes Vorbild ist der Jazz-Sänger Michael Bublé, mit dem sie seit Herbst 2009 offiziell verlobt war. Ende März 2011 haben sie in Buenos Aires geheiratet. Am 27. August 2013 kam der erste gemeinsame Sohn der beiden zur Welt. Das Paar hat insgesamt zwei Söhne und zwei Töchter. Seit 2023 ist Luisana Lopilato kanadische Staatsbürgerin.

### Schauspielkarriere
Lopilato begann ihre Schauspielkarriere 1999 bei der Telenovela Chiquititas, als sie zwölf Jahre alt war. In der Serie spielte sie die Rolle der Luisana Maza. Ihre spätere Bandkollegin Camila Bordonaba lernte sie während der Dreharbeiten kennen. Nachdem Luisana bei Chiquititas (in den USA als „Tiny Angels“ bekannt) ausgestiegen war, nahm sie ab der fünften Staffel dieser Sendung erneut eine Rolle an und spielte bis zum Ende von Chiquititas mit.
Ab 2004 spielte Luisana bei der Telenovela Rebelde Way – Leb’ dein Leben die Rolle der Mia Colucci, die Tochter eines reichen Geschäftsmannes. Später spielte sie auch die gleichnamige Rolle in Erreway 4 Caminos, welche ein offizielles Ende der Serie Rebelde Way darstellen und den Beginn ihrer 2002 gegründeten Band Erreway zeigen sollte.
Seit 2005 spielte sie in mehreren, aber in Deutschland unbekannten Kinofilmen mit.

### Musikkarriere
Während der Dreharbeiten zu Rebelde Way gründete Luisana 2002 zusammen mit Camila Bordonaba, Felipe Colombo und Benjamín Rojas die Band Erreway. Sie veröffentlichte mit der Band die Alben Tiempo, Señales und Memoria. Bei der Spanien-Tour der Band 2005 war Luisana aber nicht mehr dabei, da sie zu der Zeit bei den Dreharbeiten zu Casados con Hijos war. Zu dem Manager der Band sagte sie, dass sie aufgrund der Dreharbeiten nicht an der Tournee teilnehmen könne, sie aber bei der nächsten Tour wieder dabei sein wolle. Jedoch hat der Manager den übrigen Bandmitgliedern dies nie mitgeteilt. Offiziell hat Luisana die Band erst 2007 verlassen.
Zurzeit arbeitet Luisana an ihrer Solokarriere. Sie nimmt momentan ihr Debüt-Solo-Album auf.

### Modelkarriere
Seit 2006 arbeitet Lopilato als Model. Zusammen mit den ehemaligen Bandkollegen Bordonaba und Benjamín Rojas arbeitete Luisana beim Modeunternehmen 47 street fashion als Unterwäschemodel. Gemeinsam mit drei weiteren Models startete sie 2008 ihre Kampagne für ihre erste Herbst-Winter-Kollektion. Seit 2006 machte sie bei der Kampagne für Rettungswesten von „Promesse“ mit.

## Nominierungen
- 2006: Martín Fierro Award: Nominiert für die beste Schauspielerin im Bereich Comedy für die Rolle der Paola in „Casados con Hijos“
- 2007: argentinischer ACE Award: Nominiert für die beste Schauspielerin im Theaterstück „Arlequin“

## Diskografie

### Erreway
- Señales (2002)
- Tiempo (2003)
- Memoria (2004)
- El disco de Rebelde Way (2006)
- En Concierto (2006)

### Soundtracks
- Chiquititas 1998 (1998)
- Chiquititas 1999 (1999)
- Chiquititas 2000 (2000)
- Chiquititas 2001 (2001)
- Rincoón de Luz (2001)
- Alma Pirata (2006)

### Solo
- TBA (2008)

## Filmografie (Auswahl)

### Kinofilme und Fernsehserien
- 1995: Mi Familia es un Dibujo
- 1999–2001: Chiquititas
- 2001: Chiquititas: Rincón de luz
- 2001: Chiquititas, la historia
- 2002–2003: Rebelde Way – Leb dein Leben
- 2004: Los Secretos de papá
- 2004: Erreway: 4 caminos
- 2004: Los Pensionados
- 2005: Casados con hijos
- 2005: Teléfono descompuesto
- 2006: Alma pirata
- 2007: El Capo
- 2007: Plumíferos
- 2008: 4x4
- 2008: Encandilados
- 2008/2009: Cinderella
- 2010: Alguien que me quiera
- 2014: Las Insoladas – Sonnenstiche

### TV Shows
- Los Premios MTV Latinoameríca

### Theaterstücke
- Chiquititas (1999–2001), Luisa Maza
- Arlequín (2007), Clara
- Cinderella (2008), Cinderella